# Eudes I de Blois
Eudes I de Blois (950 – 995 o 12 de març de 996, fou comte de Blois, de Tours, de Châteaudun, de Chartres, de Beauvais i de Dreux i senyor de Chion i Saumur, successor del seu pare Teobald I el Trampós, i un dels més poderosos senyors del temps d'Hug Capet.
Era el fill de Teobald I de Blois i de Luitgarda de Vermandois, filla d'Heribert II de Vermandois. Cap a 978/980, es va casar amb Berta de Borgonya, filla de Conrad III dit el Pacífic, rei de Borgonya.
Després del conflicte que va oposar al seu pare a l'arquebisbe de Reims sobre el castell de Coucy, va rebre el 965 aquest castell però «en precari» de l'arquebisbe. En els anys 970, en els conflictes per al ducat de Bretanya, va sostenir al comte de Rennes, Conan, i va consolidar la influència de la seva família en aquest territori.
Va rebre del rei carolingi Lotari I de França el títol de comte palatí que es quedarà en la seva família. No va trigar, amb els seus cosins herbertians, a esdevenir fidel dels carolingis contra els robertins. El 988, va ajudar a Carles de Baixa Lotaríngia en la seva presa de Laon, que havia pertangut al seu pare Teobald el Trampós.
El 991, abandona el partit del lorenès contra la ciutat de Dreux. Però a la meitat del 991 va ntentar apoderar-se de Melun que pertanyia a Bucard el Venerable, el fidel entre els fidels d'Hug Capet, i va veure com es formava contra ell una aliança comprenent Hug Capet, Ricard I de Normandia i el comte d'Anjou, Folc III Nerra, gendre de Bucard.
Va rebre d'Hug Capet el títol d'abat laic de Saint-Martin de Tours i de Marmoutier que va esdevenir la necròpoli dinàstica dels comtes de Blois. Tanmateix, a la primavera del 993, el comte Eudes I de Blois, decebut que Hug Capet i el seu fill s'haguessin negat a conferir-li el títol de duc dels francs, va imaginar, en aliança amb Adalberó de Laon un pla per fer-los capturar en el moment d'una trobada projectada a Metz entre els Capets i l'emperador Otó III i de col·locar al tron a Lluís de Baixa Lotaríngia, fill del duc Carles de Baixa Lotaríngia. Eudes I de Blois s'hauria proclamat llavors duc dels Francs i Adalberó bisbe de Reims. Hug Capet i el seu fill previnguts, van fer fracassar aquesta temptativa.
Vers el 995, va entrar en guerra contra el comte d'Anjou, Folc III Nerra, ja en conflicte sobre la seva frontera al Chartres amb Conan I de Bretanya.
Eudes I va crear una aliança que reunia el seu cunyat, el duc d'Aquitània, Guillem II de Poitiers (IV d'Aquitània), el comte de Flandes Balduí IV el Barbut, i fins i tot el seu antic enemic, el duc de Normandia, Ricard I. En el transcurs de l'hivern del 995-996, van posar setge davant el castell de Langeais on s'havia refugiat Folc III, però l'arribada del rei Hug Capet al socors de l'angeví va posar fi a la seva empresa.
Malalt poc després, Eudes I de Blois va entrar a l'abadia de Marmoutier de Tours on va morir el dijous 12 març de 996. La seva vídua, Berta de Borgonya es va casar de nou amb el rei de França, Robert, el fill d'Hug Capet del qual la mort el 24 d'octubre de 996 va permetre aquest matrimoni al qual el rei difunt era oposat de manera radical.

## Família i descendència
El 978/980, es va casar amb Berta de Borgonya que li va donar a :
- Tibald o Teobald II de Blois († 1004)
- Eudes II de Blois, comte de Blois-Xampanya († 1037)
- Agnès, que es va casar amb Jofré II, vescomte de Thouars.[5]
- Segons certs autors, Eudes I de Blois seria també el pare de Roger de Blois, bisbe de Beauvais,[6] de vegades anomenat Roger de Xampanya.[7]

Si es consulta el que diu l'autor Charles Delettre en la seva Histoire du diocèse de Beauvais, és difícil admetre que aquest Roger, bisbe-comte de Beauvais, sigui el fill d'Eudes I de Blois i de Berta.